# Types de Pokémon
 (septembre 2023).
Si vous disposez d'ouvrages ou d'articles de référence ou si vous connaissez des sites web de qualité traitant du thème abordé ici, merci de compléter l'article en donnant les références utiles à sa vérifiabilité et en les liant à la section « Notes et références ».
Les types de Pokémon sont une caractéristique majeure de la franchise Pokémon, principalement utilisés dans les jeux vidéo mais qui se retrouvent également dans le jeu de cartes à collectionner. Chacune de ces créatures possède un ou deux types, qui définissent l'ensemble des forces et faiblesses relatives des Pokémon, d'une façon similaire au jeu pierre-feuille-ciseaux. Au nombre de quinze dans les premiers jeux, les types sont aujourd'hui dix-huit après l'apparition des types Acier et Ténèbres à la deuxième génération puis Fée à la sixième génération. Les rapports entre les types ont été légèrement modifiés à cause de ces changements.

## Jeux Vidéo
| Actuels                               | Actuels | Actuels | Actuels | Actuels | Actuels | Actuels | Actuels | Actuels |
| ------------------------------------- | ------- | ------- | ------- | ------- | ------- | ------- | ------- | ------- |
|                                       |         |         |         |         |         |         |         |         |
|                                       |         |         |         |         |         |         |         |         |
| Anciens                               |         |         |         |         |         |         |         |         |
| Retiré à partir de la 6ème génération |         |         |         |         |         |         |         |         |

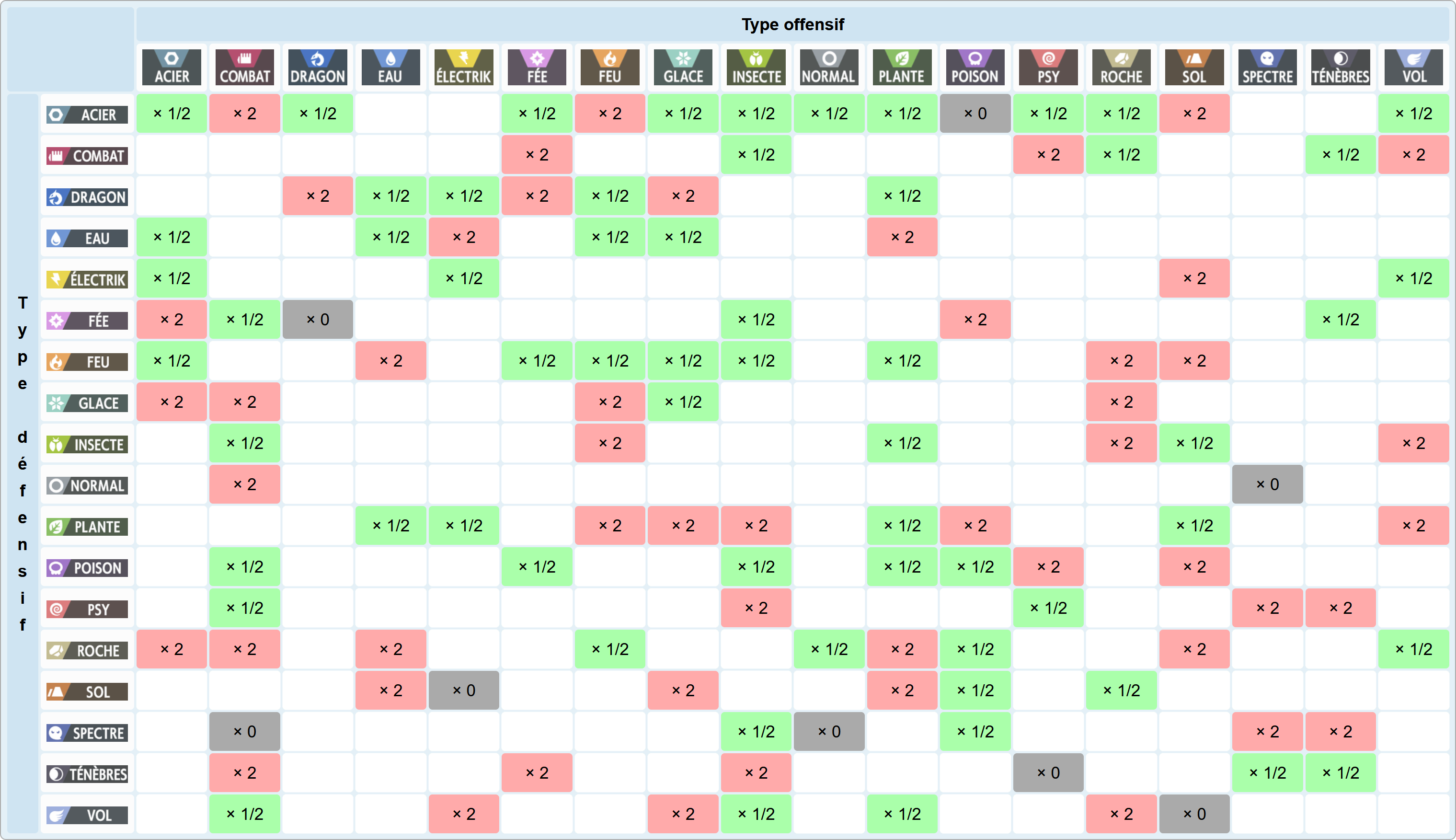
Table des types depuis la sixième génération.

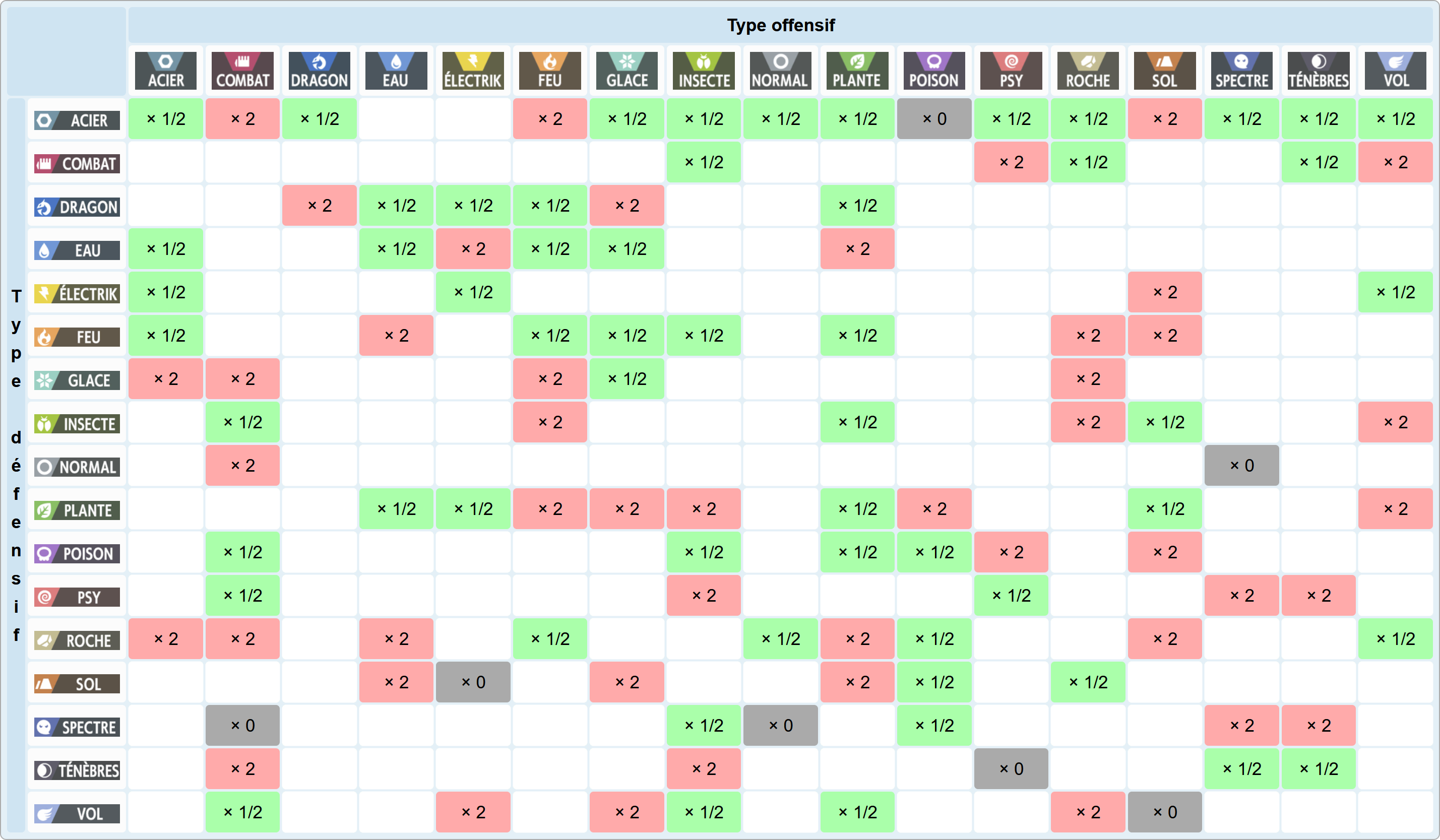
Table des types de la deuxième à la cinquième génération.

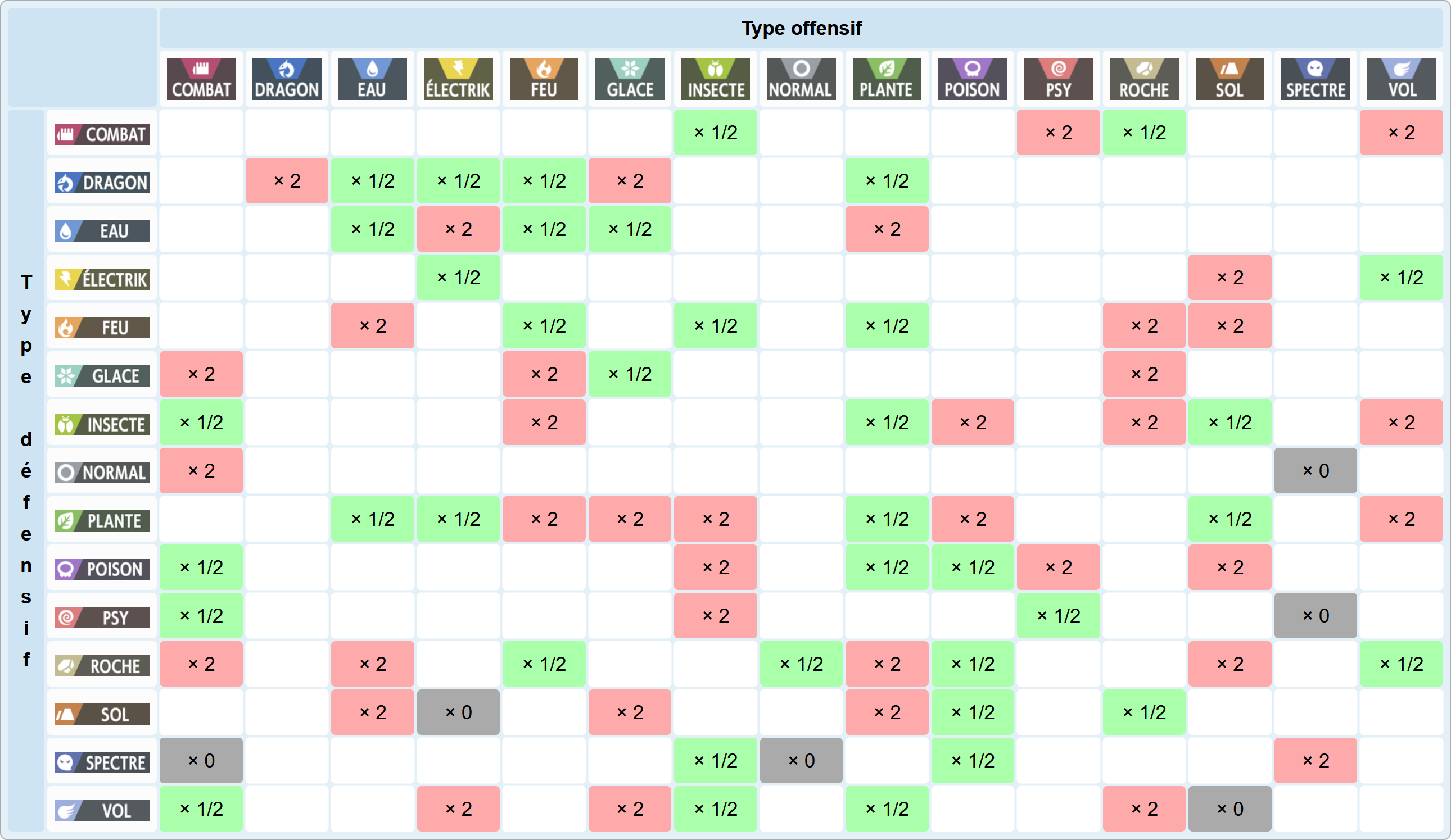
Table des types de la première génération.

### Type du Pokémon
Chaque espèce de Pokémon se voit attribuer un ou deux types parmi les dix-huit existants, qui définissent ses forces et faiblesses aux attaques qu'il peut subir. Pour les Pokémon à double type, l'un est défini comme premier type, l'autre comme second type, sans que cela ait un quelconque impact. Toutes les combinaisons de double type n'existent pas, et certains types n'existent pas à l'état pur, tels que le spectre dans la première génération ou l'acier dans la deuxième ; apparu dès la première génération, le Vol n'aura de Pokémon de type unique qu'avec Boréas, Pokémon légendaire de cinquième génération. MissingNo., le « Pokémon-bug », possède quant à lui le type « Bird », unique dans le jeu, nom donné au type Vol dans la version beta du jeu avant que « Flying » ne lui soit préféré.
Généralement, les Pokémon conservent le même type en évoluant ; éventuellement, ils en acquièrent un second ou en changent. Cette règle connaît quelques exceptions : Ortide perd son second type Poison en évoluant en Joliflor et le premier type d'Onix, Roche, devient Acier en évoluant en Steelix. Évoli est un cas particulier : il est de type Normal et peut évoluer en huit Pokémon différents, tous de types différents. Quelques rares Pokémon sont susceptibles de changer de type en combat sans évoluer : Métamorph grâce à l'attaque "Morphing", Porygon et ses évolutions grâce à "Conversion 2" , Morphéo à cause de son talent "Climat", Kecleon à son talent "Déguisement" et Arceus grâce à un objet spécial ; ces Pokémon sont de type Normal. Arceus change de type selon la « plaque » portée, Kecleon change de type en fonction de celui de la dernière attaque reçue, Morphéo change en fonction du temps, et Métamorph ainsi que Mew qui permet de prendre l'apparence, le type et les attaques de l'adversaire (avec la moitié des PP) du type adverse (grâce à l'attaque Morphing que seuls ces deux Pokémon possèdent). Porygon peut également changer de type selon les dernières attaques lancées ou reçue, grâce aux attaques Conversion ou Conversion 2.
Dans la génération 6, un talent appelé "Protéen" apparaît, et permet à un Pokémon de changer son type en celui de la dernière attaque utilisée.

### Type d'attaque
Chacune des quelques centaines d'attaques des Pokémon est reliée à un type. En plus des dix-huit types classiques, deux types supplémentaires apparaissent exceptionnellement pour certaines attaques : le type Obscur dans Pokémon Colosseum et Pokémon XD : Le Souffle des Ténèbres, dont les attaques ne peuvent être maniées que par des Pokémon obscurs, notion spécifiques à ces jeux, et le type « ??? », que seul possède l'attaque « Malédiction » (Curse) ; cette attaque étant devenue de type Spectre avec la cinquième génération de jeux vidéo, ce type a aujourd'hui disparu.
Le type propre du Pokémon et le type des attaques qu'il apprend peuvent très bien être différents ; cependant, la plupart des attaques puissantes apprises par un Pokémon seront de son type propre ; de plus, une attaque lancée par un Pokémon du même type voit sa puissance augmentée de 50 %, phénomène appelé en jargon technique le STAB (Same-Type Attack Bonus, « Bonus d'attaque de même type »). La possibilité pour un Pokémon d'apprendre des attaques différentes de son type propre lui permet de compenser ses faiblesses : ainsi, dans l'épisode de l'anime Coup de foudre sous le soleil un Pokémon de type Eau parvient à vaincre un autre car il connaît des attaques de type électrique.
Dans les trois premières générations, les dix-sept types d'attaques sont répartis entre types physiques (Acier, Combat, Insecte, Normal, Poison, Roche, Sol, Spectre, Vol), ou spéciaux (Dragon, Eau, Electrik, Feu, Glace, Plante, Psy, Ténèbres). Pour les attaques physiques, le calcul des dégâts subis par l'attaqué prend en compte sa statistique de défense et la statistique d'attaque de l'attaquant ; au contraire, pour les attaques spéciales, on se basera sur les statistiques d'attaque spéciale et de défense spéciale – confondues dans la première génération de jeux vidéo en une seule statistique, le spécial. Cette logique a cependant disparue avec la quatrième génération, où ce n'est plus le type qui définit le caractère physique ou spéciale d'une attaque.

### Équilibre des types
Chaque type d'attaque est plus ou moins efficace – voire inefficace – contre les dix-huit types. La logique est semblable à celle du jeu pierre-papier-ciseaux, mais chaque type a ses logiques :
1. Le premier cas, le plus fréquent, est qu'un type soit super efficace sur l'autre, et que l'autre soit peu efficace (le cas Pierre-Feuille-Ciseaux le plus courant). Il arrive notamment qu'A soit totalement immunisé à B, comme le cas sol - électrique. Une attaque du même type de la cible ne sera pas très efficace.
2. Le second cas, rare, est qu'un type A soit super efficace sur un autre B, mais B affecte normalement A (par exemple, Glace = A et Dragon = B ici).
3. Le 3e cas instaure la règle du « self-hit », qui désigne généralement un type efficace contre lui-même : Spectre est super efficace contre Spectre, le type Dragon est super efficace contre le type Dragon.
4. Un 4e cas force le fait qu'une immunité mutuelle existe, comme le cas Normal - Spectre. De ce fait Delcatty ne peut toucher de Pokémon de type Spectre s'il a Normalise, mais obtient toujours le Same Type Attack Bonus (Bonus d'attaque de même type) abrégé par STAB.
5. Cinquièmement, une relation NVE (not very effective) - NE (normally effective) comme Vol contre Acier ⇒ NVE et Acier contre Vol ⇒ NE.
6. Sixièmement, le type Combat est normalement efficace contre lui-même, de même que les types Normal, Insecte, Sol, Vol et Roche.

Les types sont loin d'être égaux en matière d'efficacité : en défense, le type Glace ne procure qu'une résistance et quatre faiblesses, alors que le type Acier confère trois faiblesses, onze résistances et une immunité ; en attaque, le Combat est efficace contre cinq autres types et le Normal contre aucun. Pour les Pokémon combinant deux types, on multiplie les coefficients des deux types pour le type d'attaque. Une attaque Roche, doublée contre les Pokémon de type Vol et Feu, verra donc sa puissance quadrupler contre Dracaufeu, qui associe ces deux types.  En présence d'une immunité, celle-ci l'emporte toujours.
Deux nouveaux types (Acier et Ténèbres) ont été rajoutés dans le duo de jeu Pokémon Or et Argent afin de contrer plus facilement le type Psy désigné comme étant le plus puissant de Pokémon Vert, Rouge, Bleu et Jaune. Ken Sugimori avance également que l'ajout des nouveaux types permet de rendre le jeu plus compliqué. Pour Pokémon X et Y, le type Fée fait son apparition. Il permet de contrer plus efficacement le type Dragon afin d'équilibrer les types.

## Jeu de cartes à collectionner
| Actuels                                                           | Actuels               |
| Type dans le JCC                                                  | Équivalent jeux vidéo |
| ----------------------------------------------------------------- | --------------------- |
| Combat                                                            |                       |
|                                                                   |                       |
|                                                                   |                       |
| Dragon                                                            |                       |
| Eau                                                               |                       |
|                                                                   |                       |
| Électrick                                                         |                       |
| Feu                                                               |                       |
| Immatériel                                                        |                       |
|                                                                   |                       |
| Métal                                                             |                       |
| Obscurité                                                         |                       |
|                                                                   |                       |
| Plante                                                            |                       |
|                                                                   |                       |
| Psy                                                               |                       |
|                                                                   |                       |
|                                                                   |                       |
| Anciens                                                           |                       |
| Fée                                                               |                       |
| Entre les extensions "XY Bienvenue à Kalos" et "Épée et Bouclier" |                       |